# Корьо-сарам
Корьо-сарам (кор. 고려 사람) — самоназва етнічних корейців, які мешкають на пострадянському просторі, за винятком корейців Сахаліну. Назва складається з імені середньовічної корейської держави "Корьо", та слова "сарам", яке перекладається як "людина". Приблизно 500 000 корейців мешкають на території колишнього Радянського Союзу, в основному в державах Середньої Азії. Радянські корейці є нащадками корейських переселенців на Далекий Схід Росії.
Серед відомих корьо-сарам можна відзначити українського політика Віталія Кіма, актора Павла Лі, співака Віктора Цоя, поета Юлія Кіма, письменника Анатолія Кіма, гімнастку Неллі Кім, боксера Костянтина Цзю.

## Історія корьо-сарам
Територіальна експансія Росії призвела до того, що в 1860 році династія Цін поступилася Російській імперії Приморським краєм. У 1861 році з'явився російсько-корейський кордон. Він одразу ж отримав важливе стратегічне значення, оскільки стик кордонів Російської імперії та Кореї ізолював Китай династій Цін від доступу до акваторії Японського моря. Перші 761 корейських сімей чисельністю 5310 осіб перейшли річку Туманган із метою осісти на вільних землях у кутку маньчжурського Китаю, однак водночас опинилися в Росії за умовами Пекінського договору. Міграція корейців до Російської імперії тривала до початку 1930-х років. Стимулом слугувала нестача земель у Кореї та окупація країни Японією в 1910 році.
До 1917 року в Російській імперії проживало близько 100 тисяч корейців, причому в Приморському краї вони складали майже третину всього населення (у Посьєтському районі до 90 %). Корейці компактно проживали на території сучасного Приморського краю задовго до появи перших колоністів, однак більшість переселялася туди в другій половині XIX століття. Переселенці прагнули отримати підданство Російської імперії.
Багато корейців брали участь у Громадянській війні в Росії, із них формувалися партизанські загони. У березні 1921 рокі була створена Корейська революційна військова рада, яку очолював Нестор Каландарішвілі. Однак Каландарішвілі не став тоді командувати всіма корейськими партизанами. У березні 1921 року в Далекосхідній військовій республіці з'їзд партизанів обрав Корейську військову раду. Підпорядкований Корейській військовій раді Об'єднаний сахалінський партизанський загін на чолі з Іллею Харитоновичем Паком відмовився підпорядковуватися Корейській революційній військовій раді. Народно-революційна армія намагалася роззброїти партизанів і в результаті Амурського інциденту загинуло від 118 до 400 партизанів (багато хто загинув у Зеї).
У листопаді 1921 року Комінтерн створив комісію з розслідування Амурського інциденту. За підсумками розслідування затримані корейці були помилувані.

### Депортація
Корейці першими в СРСР зазнали наслідки сталінської депортації за національною ознакою. У 1937 році на основі постанови Раднаркому СРСР 172 тисячі корейців депортували до Казахської РСР й Узбецької РСР під приводом «припинення проникнення японського шпигунства до Далекосхідного краю». До примусового переселення було страчено близько 2500 корейських інтелектуалів, переважно за сфабрикованими звинуваченнями в «плануванні збройного повстання під впливом Японії». Депортація відбувалася з використанням вантажних поїздів. Проїхавши близько 6000 кілометрів, людей було кинуто на пустирі Середньої Азії. Від 10 до 25 тисяч осіб загинуло в дорозі.
До депортації в Приморському краї було 2 національних корейских райони та 77 національних сільрад, близько 400 корейських шкіл, корейський педагогічний технікум, педагогічний інститут у Владивостоці, корейський театр. Також видавалося 6 журналів і 7 газет корейською мовою.
1 квітня 1993 року постановою Верховної Ради Росії були визнані незаконними акти, прийняті з 1937 року по відношенню до радянських корейців і, по суті, корейці були реабілітовані як жертви політичних репресій.
Після розпаду СРСР, корейці з країн Середньої Азії переважно мігрували до України та Росії. Голова секції корейської літератури Союзу письменників Узбекистану Угай Дегук звертався до Генерального секретаря, Голови Верховної Ради СРСР, Михайла Горбачова, стосовно створення в Приморському краї Корейської автономної республіки в 1990 році.

## Чисельність

### Чисельність у СРСР
|                                                             | Перепис 1926 року | Перепис 1939 року | Перепис 1959 року | Перепис 1970 року | Перепис 1979 року | Перепис 1989 року |
| СРСР                                                        | 86 999            | ▲ 182 339         | ▲ 313 735         | ▲ 357 507         | ▲ 388 926         | ▲ 438 650         |
| colspan="7" \|у тому числі за адміністративним поділом СРСР |                   |                   |                   |                   |                   |                   |
| РСФСР                                                       | 86 854            | ▼ 11 462          | ▲ 91 445          | ▲ 101 369         | ▼ 97 649          | ▲ 107 051         |
| Українська РСР                                              | 104               | ▲ 845             | ▲ 1 341           | ▲ 4 480           | ▲ 6 061           | ▲ 8669            |
| Білоруська РСР                                              | 2                 | ▲ 15              | ▲ 115             | ▲ 277             | ▲ 478             | ▲ 638             |
| Молдавська РСР                                              | —                 | —                 | ▲ 26              | ▲ 38              | ▲ 212             | ▲ 269             |
| Казахська РСР                                               | —                 | ▲ 96 453          | ▼ 74 019          | ▲ 78 078          | ▲ 91 984          | ▲ 103 315         |
| Киргизька РСР                                               | —                 | ▲ 508             | ▲ 3 622           | ▲ 9 404           | ▲ 14 481          | ▲ 18 355          |
| Таджицька РСР                                               | —                 | 43                | ▲ 2 365           | ▲ 8 490           | ▲ 11 179          | ▲ 13 431          |
| Туркменська РСР                                             | —                 | ▲ 40              | ▲ 1 919           | ▲ 3 493           | ▼ 3 105           | ▲ 2 848           |
| Узбецька РСР                                                | 30                | ▲ 72 944          | ▲ 138 453         | ▲ 151 058         | ▲ 163 062         | ▲ 183 140         |
| Закавказька СФРР                                            | 9                 | —                 | —                 | —                 | —                 | —                 |
| Азербайджанська РСР                                         | —                 | ▲ 14              | ▲ 90              | ▲ 139             | ▼ 130             | ▼ 94              |
| Вірменська РСР                                              | —                 | ▲ 4               | ▲ 34              | ▲ 45              | ▼ 30              | ▼ 29              |
| Грузинська РСР                                              | —                 | ▲ 11              | ▲ 115             | ▲ 231             | ▼ 129             | ▲ 242             |
| Латвійська РСР                                              | —                 | —                 | ▲ 49              | ▲ 166             | ▲ 183             | ▲ 248             |
| Литовська РСР                                               | —                 | —                 | ▲ 29              | ▲ 75              | ▲ 140             | ▼ 119             |
| Естонська РСР                                               | —                 | —                 | ▲ 40              | ▲ 96              | ▲ 103             | ▲ 202             |

## Кухня корьо-сарам

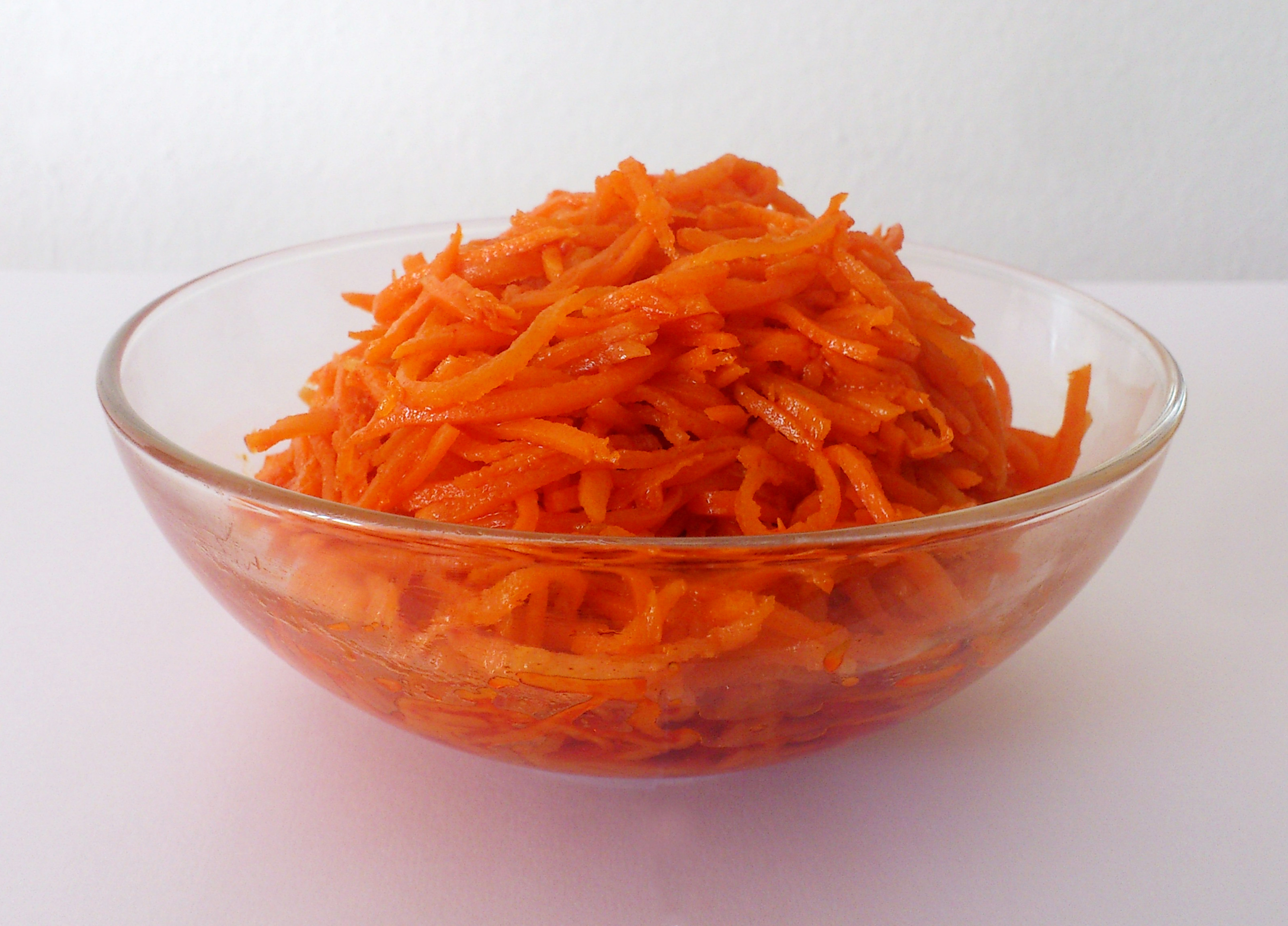
Морква по-корейськи

Традиційна кухня корьо-сарам, заснована на кухні північних регіонів Кореї, за часів перебування корейців у Російській імперії та СРСР зазнала значних змін, адаптувавшись до наявності та відсутності певних інгредієнтів. У результаті з'явилися страви, що не мають аналогів у кухні Південної та Північної Корей, наприклад, морковча (морква по-корейськи); деякі українські страви також готуются та вживаються корейцями своєрідно, наприклад, до борщу кладуть рис - пабі. Сучасні корьо-сарам, навіть ті, що мешкають за межами Середньої Азії, доволі часто включають у свій щоденний раціон деякі страви середньоазійської кухні (перш за все плов і манти).

## Мова
Корьо-сарам говорили на корьо мар (середньоазійський діалект корейської мови), що заснований на юкчинському діалекті та ввібрав у себе вплив російської мови. Також корьо-сарам говорять на мовах місцевого населення: корейська, узбецька, російська, казахська, українська, таджицька, туркменська.